# YOUR EYES (山下達郎の曲)
「YOUR EYES」（ユア・アイズ）は、2002年1月23日に発売された山下達郎通算36作目のシングル「LOVELAND, ISLAND」のカップリング曲。

## 解説
「YOUR EYES」はアルバム『FOR YOU』から、タイトル・トラックの「LOVELAND, ISLAND」とともにリカットシングルとしてリリースされた。ベスト・アルバム『GREATEST HITS! OF TATSURO YAMASHITA』とオールタイム・ベスト『OPUS 〜ALL TIME BEST 1975-2012〜』それぞれに収録されているほか、1984年リリースのコンピレーション・アルバム『COME ALONG 2』にも収録されている。
「YOUR EYES」は竹内まりやのために書き下ろされた曲だったが、彼女のディレクターの意向で不採用となったため、自身のレパートリーとしてレコーディングすることになった。初めから英語の詞を乗せるつもりで書かれたもので、それまで竹内の「EVERY NIGHT」などで共作していたアラン・オデイに自分用の作品を依頼した最初のもの。山下によれば'70年代イースト・コースト風バラードのつもりで作ったが、プログレ好きの青山純や難波弘之は完全に“そっちのノリ”で演奏しているという。山下のコンサートツアーでは一人アカペラに仕立てられ、バンドメンバー退場後のコンサートの最後に歌われている。
2013年には、竹内による「Your Eyes」のカヴァーがTBS系ドラマ 日曜劇場『安堂ロイド〜A.I. knows LOVE?〜』の主題歌に採用され、配信限定にてリリース後、同年リリースのアルバム『TRAD』に収録。竹内による“YOUR EYES”が、31年後に実現した。

## レコーディング
- 山下達郎  –  Electric Guitar, Electric Piano, Electric Sitar, Percussion & Background Vocals
- 青山純  –  Drums
- 伊藤広規  –  Bass
- 吉川忠英  –  Acoustic Guitar
- 難波弘之  –  Acoustic Piano
- 土岐英史  –  Alto Sax Solo

- 多忠明  –  Strings Concert Master
- 乾裕樹  –  Strings Arrangement

- 吉田保  –  Recording & Mixing Engineer

## リリース日一覧
| 地域 | タイトル                                                               | リリース日    | レーベル              | 規格               | 品番       | 備考                                           |
| ---- | ---------------------------------------------------------------------- | ------------- | --------------------- | ------------------ | ---------- | ---------------------------------------------- |
| 日本 | LOVELAND, ISLAND（ラブランド、アイランド） / YOUR EYES（ユア・アイズ） | 2002年1月23日 | AIR ⁄ BMGファンハウス | CD                 | BVCR-19907 | カップリングにカラオケを収録                   |
| 日本 | LOVELAND, ISLAND（ラブランド、アイランド） / YOUR EYES（ユア・アイズ） | 1982年        | AIR ⁄ RVC             | 7"シングルレコード | SJLD-3017  | ラジオ・オンエア用のプロモ・シングル（非売品） |

## 収録アルバム
| # | タイトル                            | リリース日    | レーベル                  | 規格        | 品番                                                  | 備考                                                  |
| - | ----------------------------------- | ------------- | ------------------------- | ----------- | ----------------------------------------------------- | ----------------------------------------------------- |
| 1 | FOR YOU                             | 1982年1月21日 | AIR ⁄ RVC                 | LP          | RAL-8801                                              |                                                       |
| 1 | FOR YOU                             | 1982年1月21日 | AIR ⁄ RVC                 | CT          | RAT-8801                                              | - カセット同時発売 - アナログLPと同内容               |
| 2 | GREATEST HITS! OF TATSURO YAMASHITA | 1982年7月21日 | AIR ⁄ RVC                 | LP          | RAL-8803                                              | ベスト・アルバム                                      |
| 2 | GREATEST HITS! OF TATSURO YAMASHITA | 1982年7月21日 | AIR ⁄ RVC                 | CT          | RAT-8803                                              | - カセット同時発売 - アナログLPと同内容               |
| 3 | COME ALONG II                       | 1984年3月5日  | AIR / RVC                 | LP          | AIR-8005                                              | コンピレーション・アルバム                            |
| 3 | COME ALONG II                       | 1984年3月5日  | AIR / RVC                 | CT          | ART-8005                                              | - カセット同時発売 - アナログLPと同内容               |
| 4 | BIG WAVE                            | 1984年6月20日 | MOON ⁄ ALFA MOON          | LP          | MOON-28019                                            | フェードアウトが2秒短いリミックス・ヴァージョンで収録 |
| 4 | BIG WAVE                            | 1984年6月20日 | MOON ⁄ ALFA MOON          | CT          | MOCT-28012                                            | - カセット同時発売 - アナログLPと同内容               |
| 5 | OPUS 〜ALL TIME BEST 1975-2012〜    | 2012年9月26日 | MOON / WARNER MUSIC JAPAN | - 4CD - 3CD | - WPCL-11201/4【初回限定盤】 - WPCL-11205/7【通常盤】 | オールタイム・ベスト                                  |

## カバー
※詳細は『山下達郎のカバー一覧#YOUR EYES』を参照